# Thelyphonus lucanoides
Espèce
Thelyphonus lucanoides est une espèce d'uropyges de la famille des Thelyphonidae.

## Distribution
Cette espèce est endémique de Bornéo. Elle se rencontre en Malaisie au Sarawak et en Indonésie au Kalimantan.

## Publication originale
- Butler, 1872 : A monograph of the genus Thelyphonus. Annals and Magazine of Natural History, sér. 4, vol. 10, p. 200–206 (texte intégral).